# سرگیوش ووچانیسکی
سرگیوش ووچانیسکی (لهستانی: Sergiusz Wołczaniecki؛ زادهٔ ۹ نوامبر ۱۹۶۴) وزنه‌بردار اهل لهستان بود.